# Caridina valencia
Caridina valencia е вид десетоного от семейство Atyidae. Видът е уязвим и сериозно застрашен от изчезване.

## Разпространение
Разпространен е във Филипини.